# チオスピリルム属
チオスピリルム属はグラム陰性の非芽胞形成嫌気性光合成らせん菌。何本かの極鞭毛を持ち運動性のある。クロマチウム科に属し、基準種のチオスピリルム・イエネンスのみが知られている。属名は硫黄のスピリルム属を意味する。GC含量は45.5。
バクテリオクロロフィルaを有し、光合成をおこない硫化物を還元する。またカロテノイドを有し赤みがかった色をしている。生育にはビタミンB12が必要である。